# 東福寺駅
東福寺駅（とうふくじえき）は、京都府京都市東山区本町十二丁目にある、京阪電気鉄道および西日本旅客鉄道（JR西日本）の駅である。駅番号は京阪電気鉄道がKH36、JR西日本がJR-D02。

## 概要
京都の玄関口である京都駅の南東部に位置する駅である。京阪電気鉄道の京阪本線と、JR西日本の奈良線が乗り入れている。
京阪の駅のみPiTaPa（スルッとKANSAI協議会）と「スルッとKANSAI」対応各種カード、両社の駅はICOCAの利用エリアに含まれている。またJR西日本の駅は特定都区市内制度における「京都市内」エリアに属している。
かつては、京阪駅への出入り口は東側の本町通側のみ、JR駅は橋上駅舎のため両線の乗り換えは跨線橋を渡らなくてはならなかった。2011年11月6日より、JR線下りと京阪線上りを平面（階段無し）でつなぐ連絡改札口（のりかえ口）が設置され供用を開始している。連絡改札口の営業時間は7時から19時までで、これ以外の時間は改札口設置前と同様に跨線橋を渡って一度それぞれの改札を出なければならない。なお、連絡改札口に駅出口はない。

## 歴史
現在の奈良線京都駅 - 稲荷駅間は東海道線の一部として1879年（明治12年）に開業したが、当時は東福寺駅は設けられていなかった。1910年（明治43年）になって京阪電気鉄道が京阪本線の開業と同時に東福寺駅を設置するが、日本国有鉄道（国鉄）の東福寺駅が開業するのは47年後の1957年（昭和32年）になってからで、それも乗車券の販売などの駅業務は京阪に委託という形をとっていた。
その後、奈良線側の駅は国鉄分割民営化後の1993年（平成5年）12月に橋上駅舎化された時に人員を配置した。これにより、それまで全面的に京阪に委託されていたJRの駅務が分離され（乗換改札口が橋上駅舎内に設置された）、京阪の上りホームと奈良線ホーム（現在の2番のりば）との間に壁が設置された。この当時はJRのホームと改札外とを出入りする場合には、この乗換改札口の他に、京阪のホームを経て京阪の改札口を通らなければならないという二度手間があった。これが解消されるのは2003年のことである。

### 年表
- 1910年（明治43年）4月15日：京阪本線の天満橋駅 - 五条駅（現・清水五条駅）間開業と同時に設置。
- 1916年（大正5年）3月29日：上家改築、上り待合室新設[3]。
- 1943年（昭和18年）10月1日：会社合併により京阪神急行電鉄の駅となる。
- 1949年（昭和24年）12月1日：会社分離により京阪電気鉄道の駅となる。
- 1957年（昭和32年）12月27日：日本国有鉄道（国鉄）奈良線の駅が稲荷駅 - 京都駅間に新設開業[3]。当時は国鉄の駅務は京阪に委託されており、国鉄の乗車券も京阪の窓口で販売されていた。なお、国鉄線のホームは東海道本線時代の複線を撤去した後の線路跡用地を活用して設置された。
- 1958年（昭和33年）4月8日：国鉄東福寺駅と京阪東福寺駅との連絡施設工事竣工[3]。
- 1970年（昭和45年）4月1日：上下ホームの延伸、駅舎の改良工事完成[3]。
- 1987年（昭和62年）4月1日：国鉄分割民営化により、国鉄の駅が西日本旅客鉄道（JR西日本）の駅となる。
- 1989年（平成元年）9月27日：京阪鴨東線開業にあわせたダイヤ改正で、京阪の駅が準急の通過駅となる。
- 1993年（平成5年）
  - 10月23日：駅務室建て替え工事竣工[4]。
  - 11月12日：京阪線トイレの建て替え工事竣工[4]。
  - 12月5日：JR奈良線東福寺駅が橋上駅舎化[2][5]。
- 1994年（平成6年） 8月12日：京阪東福寺駅改良工事竣工。出町柳行きホーム屋根を延伸、スロープの設置[6]。
- 1998年（平成10年）10月6日：JRに自動改札機を設置し、供用開始[7]。
- 2001年（平成13年）
  - 3月3日：当駅を含む京都駅 - JR藤森駅間の複線化が完了[8]。JR西日本の駅は2面2線の棒線駅となる。
  - 10月1日：奈良線東福寺駅が快速・区間快速停車駅となる[9]。
- 2003年（平成15年）
  - 3月15日：奈良線東福寺駅が「みやこ路快速」停車駅となる[10]。
  - 9月6日：ダイヤ改正により京阪本線東福寺駅へ準急が停車するようになった。
  - 9月13日：JRと京阪の改札が完全分離（JRの橋上駅舎の改札外部分の出入り口通路を、京阪の改札口外南横部分へと繋げたため）。それにより京阪の改札内にJRの中間改札が存在するという形が解消された[3]。
  - 11月1日：JR西日本で「ICOCA」の利用が可能となる。
- 2006年（平成18年）4月16日：京阪本線ダイヤ改正により日中の普通をすべて京阪間直通運転に変更したため、日中の準急停車がいったんなくなる。
- 2008年（平成20年）10月19日：中之島線開業に伴う京阪本線ダイヤ改正により、日中の準急停車が復活（毎時6往復中4往復、残り2往復は京阪間直通の普通）と、通勤準急の停車駅となる。
- 2009年（平成21年）2月16日：JR西日本にみどりの窓口が設置される。
- 2010年（平成22年）10月30日：JR駅のバリアフリー整備が使用を開始する[11]。
- 2011年（平成23年）
  - 2月19日：京阪駅のエレベーター設置、使用開始[12]。
  - 11月6日：JR線下りと京阪線上りを平面（階段無し）でつなぐ連絡改札口が完成し、使用を開始する[1]。
- 2016年（平成28年）3月19日：京阪線でのダイヤ改正で日中の普通電車の運用が廃止され、この時間帯は準急のみの停車となる。
- 2018年（平成30年）3月17日：JR西日本に駅ナンバリングが導入され、使用を開始[13]。
- 2020年（令和2年）　　　　　　　　
  - 8月7日：この日をもってみどりの窓口が営業を終了。
  - 8月8日：みどりの券売機プラスの利用を開始。

## 駅構造

### 京阪電気鉄道
相対式ホーム2面2線を持つ地上駅となっており、駅舎と改札口は下りホーム（東側）にある。上りホームにも改札口があり、JRの駅舎および外へ直接出られる通路に通じている。なお、互いのホームへは地下道で連絡している。したがって三条方面からJRに乗り換える場合、上りホームの改札口から出て、JR駅舎への階段を上る。有効長は7両編成までしかなく、両端が踏切に挟まれているため、このままでは8両編成分への延伸は不可である。各駅停車 (普通列車と、準急列車、守口市駅通過の通勤準急列車) しか停車しない。京阪本線で、有効長が8両編成分に満たしていないのは、東福寺駅と、鳥羽街道駅、墨染駅、伏見桃山駅、および淀屋橋駅2番のりばである。
バリアフリー設備は、京都第一赤十字病院の最寄り駅と言うことも有り車イス対応エレベーター・オストメイト対応の多目的トイレ・点字の運賃表・車イス対応の幅広自動改札機など完備されている。エレベーターは改札外にあり、JRのみ利用の場合もこのエレベーターを利用する。

#### のりば

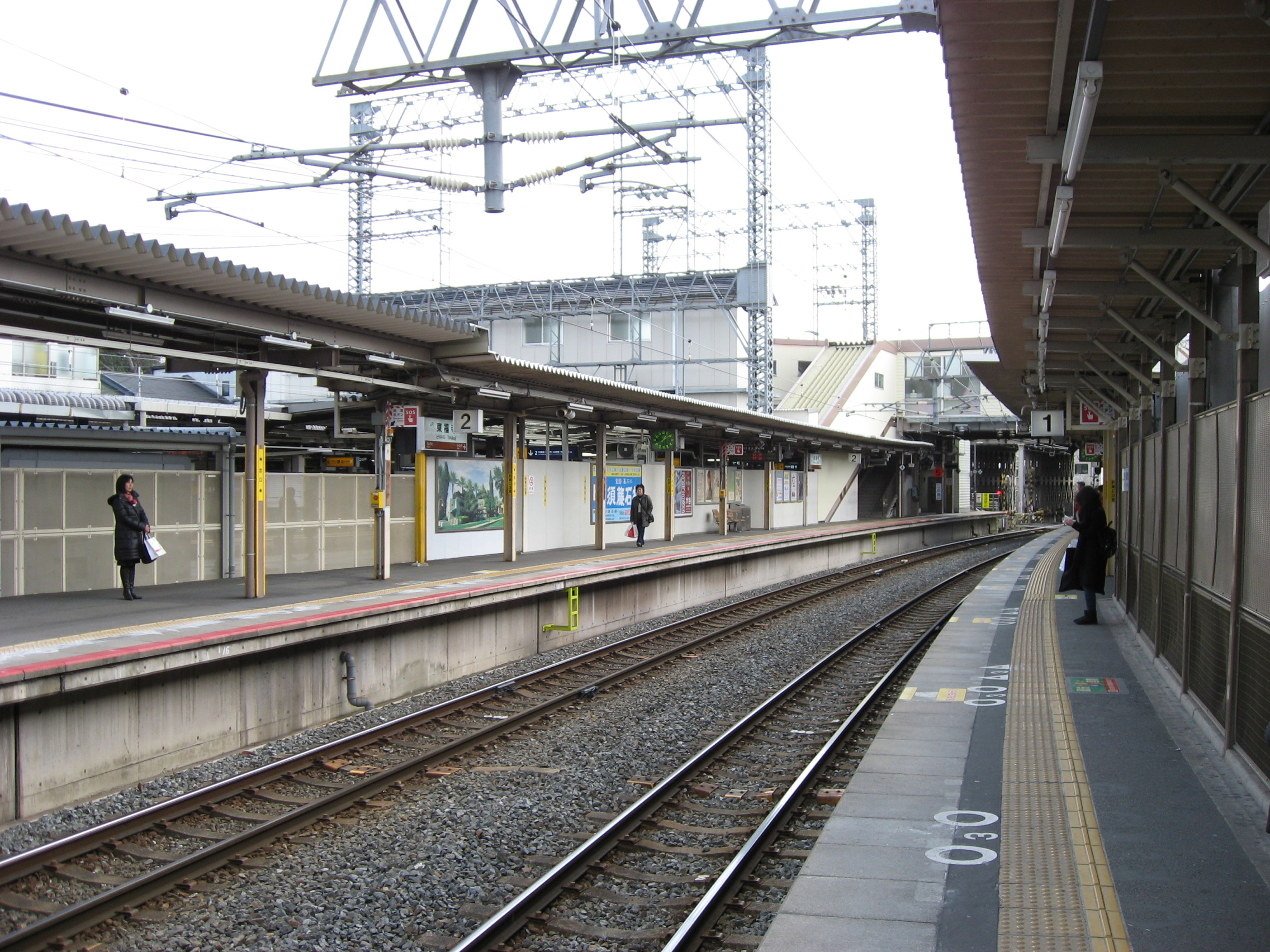
ホーム（2014年3月）
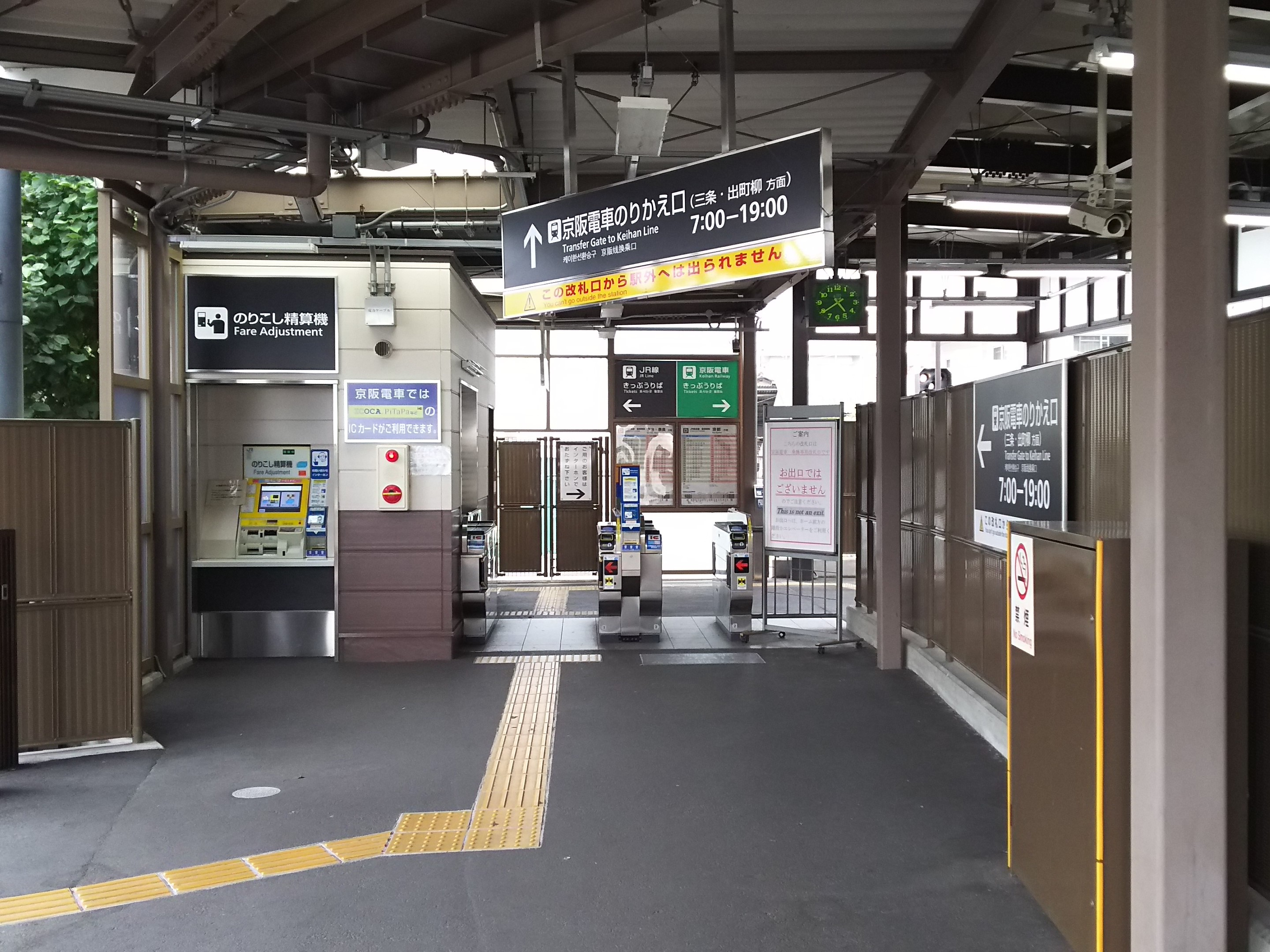
連絡改札（JR側）

| 番線 | 路線      | 方向 | 行先                 |
| ---- | --------- | ---- | -------------------- |
| 1    | ■京阪本線 | 上り | 三条・出町柳方面     |
| 2    | ■京阪本線 | 下り | 淀屋橋・中之島線方面 |

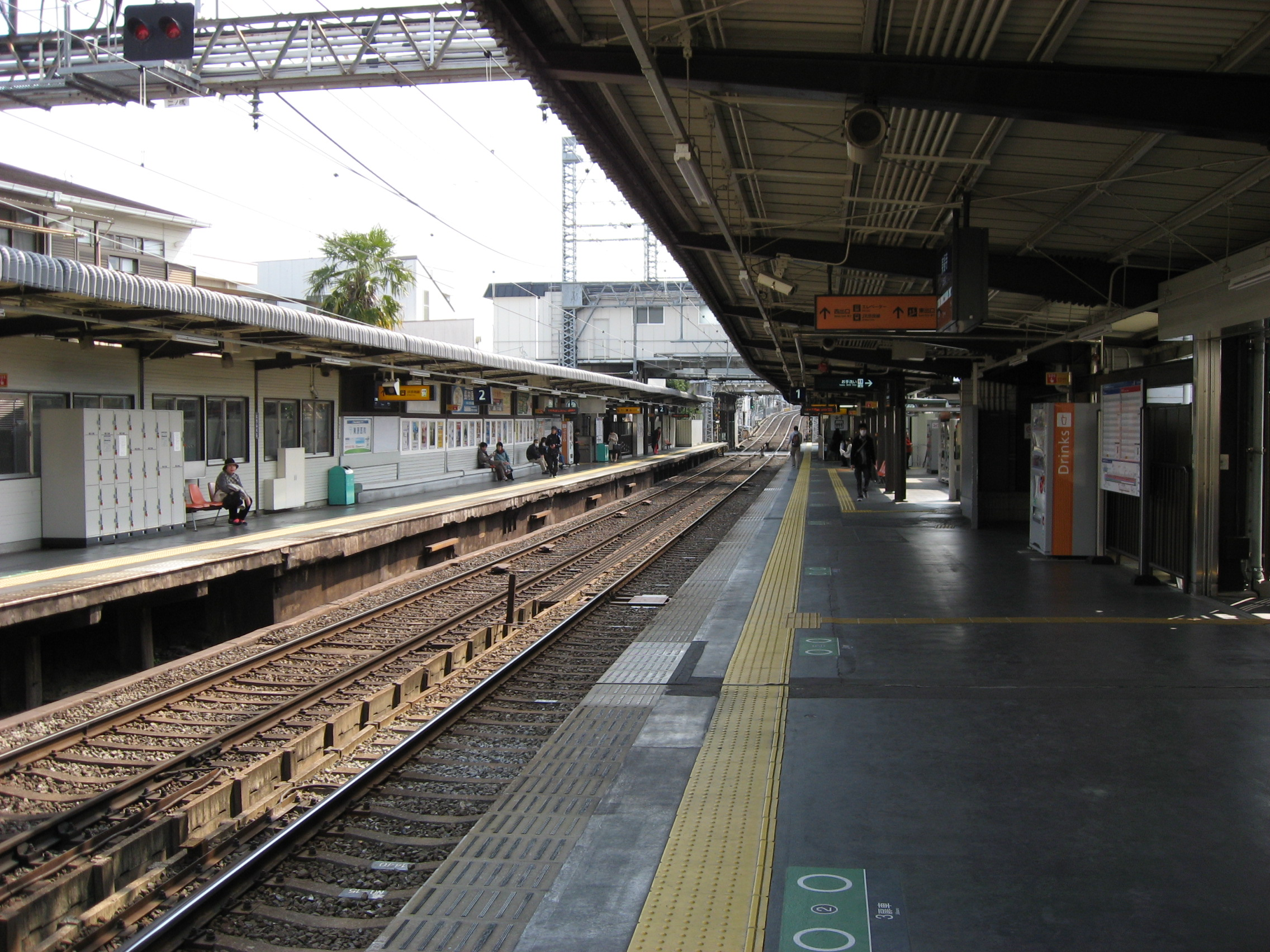
ホーム（2014年3月）
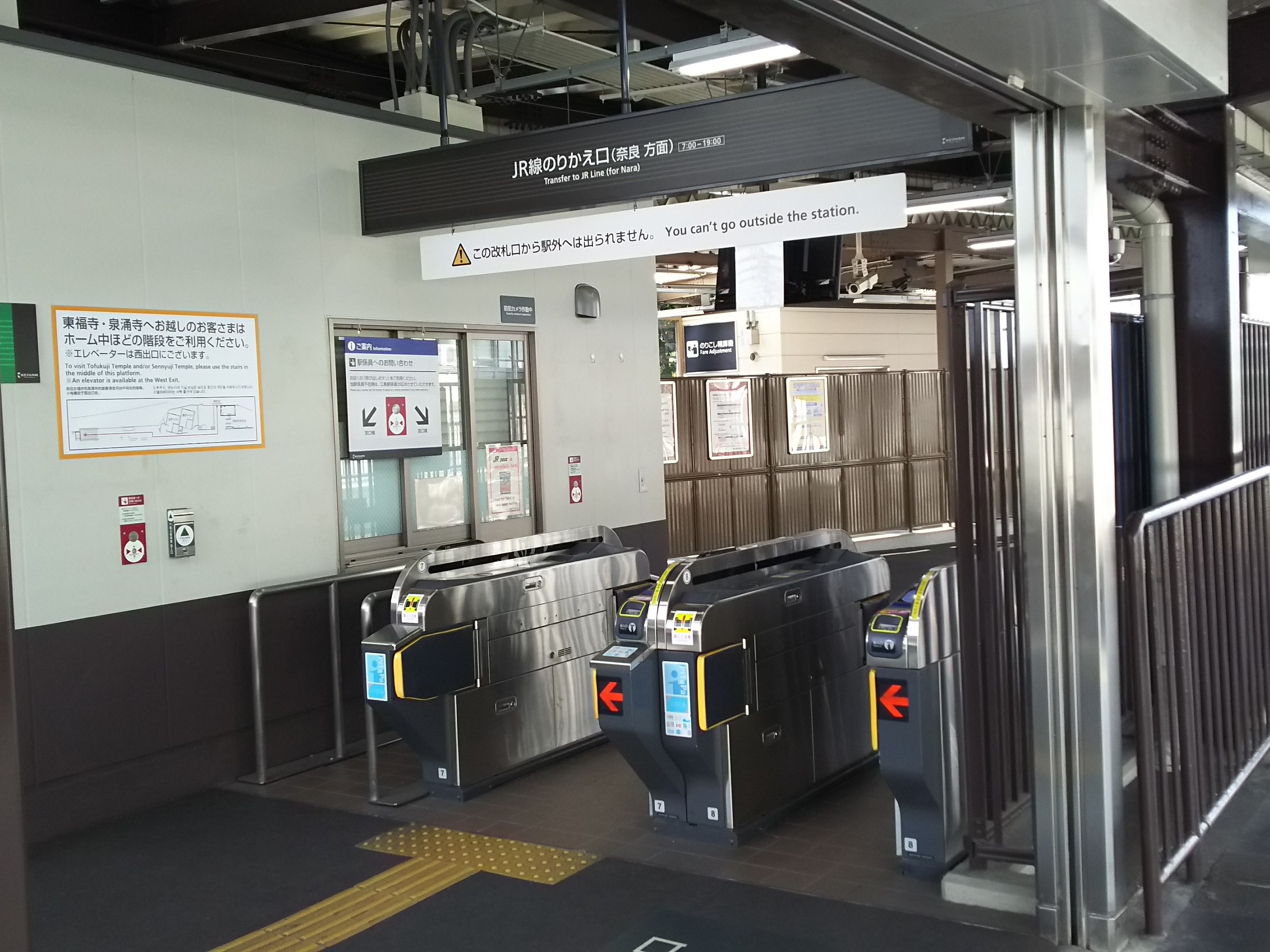
連絡改札（京阪側から撮影）

### JR西日本
相対式ホーム2面2線を持つ地上駅で、橋上駅舎を有している。有効長は6両編成分である。分岐器や絶対信号機がない停留所に分類される。かつては単式ホーム1面1線（現在の2番線）のホームしかなかったが、黄檗駅と同様に改築された。
改札口は1箇所のみ。なお、紅葉シーズンの最混雑期の休日には、2番線ホームの奈良方端から踏切脇に直接下車出来る臨時改札が設けられる（簡易型自動改札機が設置、ICカードでの乗降可能）。それ以外は駅の西側からは直接出入りできず、踏切または駅南側を跨ぐ九条通（京都府道143号四ノ宮四ツ塚線）の歩道を利用して京阪側の駅東側に行かなければならない。
宇治駅が管理し、JR西日本交通サービスが駅業務を受託している業務委託駅である。ICカード乗車券「ICOCA」が利用することができる（相互利用可能ICカードはICOCAの項を参照）。

#### のりば
| のりば | 路線   | 方向 | 行先           |
| ------ | ------ | ---- | -------------- |
| 1      | 奈良線 | 上り | 京都方面       |
| 2      | 奈良線 | 下り | 宇治・奈良方面 |

- ホーム（2014年3月）
- 連絡改札（JR側）

## 利用状況
京都市統計書及び京都府統計書、JR西日本の移動等円滑化取組報告書によると、1日平均乗降人員と1日平均乗車人員は以下の通りである。
| 年度   | 京阪電気鉄道     | 京阪電気鉄道     | JR西日本         | JR西日本         |
| 年度   | 1日平均 乗降人員 | 1日平均 乗車人員 | 1日平均 乗降人員 | 1日平均 乗車人員 |
| ------ | ---------------- | ---------------- | ---------------- | ---------------- |
| 2004年 | -                | 6,455            | -                | 5,526            |
| 2005年 | -                | 6,592            | -                | 5,805            |
| 2006年 | -                | 6,216            | -                | 6,178            |
| 2007年 | 14,008           | 6,170            | -                | 6,433            |
| 2008年 | 14,249           | 7,164            | -                | 6,660            |
| 2009年 | 14,282           | 7,211            | -                | 6,882            |
| 2010年 | 14,359           | 7,282            | -                | 7,222            |
| 2011年 | 14,063           | 6,934            | -                | 7,538            |
| 2012年 | 14,442           | 7,403            | -                | 8,027            |
| 2013年 | 15,359           | 7,907            | -                | 8,433            |
| 2014年 | 16,843           | 8,644            | -                | 8,899            |
| 2015年 | 18,696           | 9,369            | -                | 9,541            |
| 2016年 | 15,151           | 7,625            | -                | 9,627            |
| 2017年 | 16,405           | 8,205            | -                | 9,877            |
| 2018年 | 17,071           | 8,559            | -                | 9,940            |
| 2019年 | 17,281           | 8,699            | 19,906           | 9,954            |
| 2020年 | 9,767            | 5,011            | 13,056           | 6,529            |
| 2021年 | 9,871            | 5,011            | 14,372           | 7,186            |
| 2022年 | 12,447           | 6,332            | 16,774           | 8,386            |
| 2023年 |                  |                  | 18,794           |                  |

駅名となった東福寺は、秋の紅葉シーズンに観光に訪れる人が多く、駅構内が狭隘なため特に混雑する。この際、隣の京都駅や管理駅の宇治駅からJR西日本の正社員が派遣され、旅客誘導に努めている。
2006年の秋から、JR西日本と京阪が共同で、京都市東山区一帯の道路渋滞に巻き込まれない移動手段として「京都駅 → (奈良線) → 東福寺駅 → (京阪本線) → 七条駅・清水五条駅・祇園四条駅」という乗換ルートを観光客に案内している。京阪グループでもある京都タワーの外壁には、「祇園・清水へは京阪電車：JR東福寺駅と直結」と、乗換ルートの案内広告を掲示したり、ガイドマップを配布するなどしてPRに努めている。
2008年秋には、JR神戸線（立花駅 - 神戸駅間各駅）から東福寺駅まではJR線を利用し、その後は京阪線を利用して京都方面の紅葉観光をするというルートを想定した企画きっぷ（京都もみじきっぷ）が利用期間を限定して発売されるなど、京都観光促進のための連携強化を打ち出している。なお、これに伴い、JR西日本は京阪の所有する敷地（約34平方メートル）を賃借してホームを拡幅している。
両社の連携強化によって当駅の利用客数は増加傾向にあり、特に行楽シーズンの増加が著しい。2008年11月23日には、京阪東福寺駅で過去最高となる4万8000人の利用を記録した。年間平均でも1日当たりの利用者数は10％以上増加している。また、JR東福寺駅の利用者数も増加しており、2019年度の乗車人員は、奈良線の途中駅で最も多い駅となった。

## 駅周辺
駅前は小規模な商店等が立ち並ぶ佇まいである。駅改札は本町通 (京都市)に接し、少し南に歩けば九条通（京都府道143号四ノ宮四ツ塚線）となる。
京阪とJRで九条通を跨ぐ道は開かずの踏切になることを防ぐため、時間差及び安全地帯が設けられている。
- 東福寺
- 泉涌寺、雲龍院
- 瀧尾神社
- 大谷中学校・高等学校
- 京都国際中学校・高等学校
- 京都第一赤十字病院
  - 京都赤十字病院内郵便局
- 京都市立日吉ヶ丘高等学校
- 三洋化成工業本社・京都工場
- 京阪電気鉄道東福寺変電所跡 - 2009年以降に廃止、建物も取り壊された。

## バス路線
当駅にはバス路線は乗り入れていない。最寄バス停は、京都市バスの東福寺、東福寺道である。
東福寺
- 202号系統：九条車庫・西大路九条方面 / 熊野神社方面
- 207号系統：四条大宮方面
- 208号系統：西大路七条方面 / 西大路九条方面

東福寺道バス停
- 南5号系統：竹田駅東口・横大路車庫前 / 京都駅

## 隣の駅
京阪電気鉄道
京阪本線
■快速特急「洛楽」・□ライナー・■特急・■通勤快急・■快速急行・■急行
通過
■通勤準急（平日朝下りのみ運転）・■準急・■普通
鳥羽街道駅 (KH35) - 東福寺駅 (KH36) - 七条駅 (KH37)
- 括弧内は駅番号を示す。

西日本旅客鉄道（JR西日本）
 奈良線
■みやこ路快速・■快速・■区間快速
京都駅 (JR-D01) - 東福寺駅 (JR-D02) - 六地蔵駅 (JR-D06)
- 正月ダイヤ時などには、みやこ路快速と区間快速が稲荷駅に臨時停車する。

■普通
京都駅 (JR-D01) - 東福寺駅 (JR-D02) - 稲荷駅 (JR-D03)